# Esperanza Porvenir
Esperanza Porvenir är en ort i Mexiko.   Den ligger i kommunen Yajalón och delstaten Chiapas, i den sydöstra delen av landet, 800 km öster om huvudstaden Mexico City. Esperanza Porvenir ligger 1 578 meter över havet och antalet invånare är 133.
Terrängen runt Esperanza Porvenir är kuperad norrut, men söderut är den bergig. Esperanza Porvenir ligger uppe på en höjd. Runt Esperanza Porvenir är det ganska tätbefolkat, med 56 invånare per kvadratkilometer. Närmaste större samhälle är Yajalón, 4,8 km sydväst om Esperanza Porvenir. I omgivningarna runt Esperanza Porvenir växer i huvudsak städsegrön lövskog.